# Константиновка (Кораблинский район)
Константи́новка — населённый пункт, входящий в состав Молвинослободского сельское поселение  сельского поселения Кораблинского района Рязанской области.
Является фактически заброшенным населённым пунктом, в деревне нет жилых зданий и зарегистрированных жителей.
Находится в 6 километрах западнее города Кораблино.

## История
В «Списках населенных мест Российской империи» деревня упоминается как Константинова при реке Проне. Название селения по фамилии землевладельца Константинова.
Деревня Константиновка располагалась возле трассы Ряжск – Пронск. Возникла она в первой половине XIX века. Владелицей деревни являлась помещица Ценина. Вероятно, селение названо в честь кого-то из близких ей людей.
В 1850 году имелось 3 двора.

## Население
| 2010 |
| ---- |
| 0    |